# Předseda vojenského výboru NATO
Předseda vojenského výboru NATO (anglicky Chairman of the NATO Military Committee) je vysoký důstojník Severoatlantické aliance (NATO) a hlavní vojenský poradce generálního tajemníka NATO. Je mluvčím vojenského výboru NATO, jehož prostřednictvím jsou stanoviska náčelníků obrany členských států předávána politickým rozhodovacím orgánům NATO.
Volba předsedy probíhá členskými státy NATO z nominovaných náčelníků generálních štábů. Tradičně do úřadu není nominován Američan. Funkční období je tříleté.
Předsedou vojenského výboru NATO je od června 2021 admirálporučík Rob Bauer z Nizozemska, zvolený v říjnu 2020 z pozice náčelníka nizozemských ozbrojených sil.

## Seznam předsedů vojenského výboru
| Č.  | Obrázek | Předseda vojenského výboru      | Hodnost                | Stát               | Nástup          | Odchod             | Délka služby     |
| --- | ------- | ------------------------------- | ---------------------- | ------------------ | --------------- | ------------------ | ---------------- |
| 1.  |         | Omar N. Bradley                 | armádní generál        | USA                | 1949            | 1951               | 2 roky           |
| 2.  |         | Etienne Baele                   | generálporučík         | Belgie             | 1951            | 1952               | 1 rok            |
| 3.  |         | Charles Foulkes                 | generálporučík         | Kanada             | 1952            | 1953               | 1 rok            |
| 4.  |         | Erhard J.C. Qvistgaard          | admirál                | Dánsko             | 1953            | 1954               | 1 rok            |
| 5.  |         | Augustin Guillaume              | generál                | Francie            | 1954            | 1955               | 1 rok            |
| 6.  |         | Stylianos Pallis                | generálporučík         | Řecko              | 1955            | 1956               | 1 rok            |
| 7.  |         | Giuseppe Mancinelli             | generál                | Itálie             | 1956            | 1957               | 1 rok            |
| 8.  |         | B.R.P.F. Hasselman              | generál                | Nizozemsko         | 1957            | 1958               | 1 rok            |
| 9.  |         | Bjarne Øen                      | generálporučík         | Norsko             | 1958            | 1959               | 1 rok            |
| 10. |         | J.A. Beleza Ferras              | generál                | Portugalsko        | 1959            | 1960               | 1 rok            |
| 11. |         | Ruştü Erdelhun                  | generál                | Turecko            | 1960            | 1960               | 1 rok            |
| 12. |         | hrabě Mountbatten z Barmy       | admirál loďstva        | Spojené království | 1960            | 1961               | 1 rok            |
| 13. |         | Lyman L. Lemnitzer              | generál                | USA                | 1961            | 1962               | 1 rok            |
| 14. |         | C.P. de Cumont                  | generálporučík         | Belgie             | 1962            | 1963               | 1 rok            |
| 15. |         | Adolf Heusinger                 | generál                | Západní Německo    | 1963            | 1964               | 1 rok            |
| 16. |         | C.P. de Cumont                  | generálporučík         | Belgie             | 1964            | 1968               | 4 roky           |
| 17. |         | Nigel Henderson                 | admirál                | Spojené království | 1968            | 1971               | 3 roky           |
| 18. |         | Johannes Steinhoff              | generál                | Západní Německo    | 1971            | 1974               | 3 roky           |
| 19. |         | baron Peter Hill-Norton         | admirál loďstva        | Spojené království | 1974            | 1977               | 3 roky           |
| 20. |         | Herman Fredrik Zeiner-Gundersen | generál                | Norsko             | 1977            | 1980               | 3 roky           |
| 21. |         | Robert H. Falls                 | admirál loďstva        | Kanada             | 1980            | 1983               | 3 roky           |
| 22. |         | Cornelis De Jager               | generál                | Nizozemsko         | 1983            | 1986               | 3 roky           |
| 23. |         | Wolfgang Altenburg              | generál                | Západní Německo    | 1986            | 1989               | 3 roky           |
| 24. |         | Vigleik Eide                    | generál                | Norsko             | 1989            | 1993               | 4 roky           |
| 25. |         | baron Richard Vincent           | polní maršál           | Spojené království | říjen 1993      | 1996               | 3 roky           |
| 26. |         | Klaus Naumann                   | generál                | Německo            | 14. února 1996  | 6. května 1999     | 3 roky a 81 dní  |
| 27. |         | Guido Venturoni                 | admirál                | Itálie             | 6. května 1999  | červenec 2002      | 3 roky a 55 dní  |
| 28. |         | Harald Kujat                    | generál                | Německo            | červenec 2002   | 17. června 2005    | 2 roky a 352 dní |
| 29. |         | Raymond Henault                 | generál                | Kanada             | 17. června 2005 | 27. června 2008    | 3 roky a 10 dní  |
| 30. |         | Giampaolo Di Paola              | admirál                | Itálie             | 27. června 2008 | 18. listopadu 2011 | 3 roky a 144 dní |
| 31. |         | Knud Bartels                    | generál                | Dánsko             | 2. ledna 2012   | 26. června 2015    | 3 roky a 175 dní |
| 32. |         | Petr Pavel                      | armádní generál        | Česko              | 26. června 2015 | 29. června 2018    | 3 roky a 3 dny   |
| 33. |         | Stuart Peach                    | vrchní maršál letectva | Spojené království | 29. června 2018 | 25. června 2021    | 2 roky a 361 dní |
| 34. |         | Rob Bauer                       | admirálporučík         | Nizozemsko         | 25. června 2021 | 17. ledna 2025     | 3 roky a 206 dní |
| 35. |         | Giuseppe Cavo Dragone           | admirál                | Itálie             | 17. ledna 2025  | úřadující          | 0 let a 53 dní   |